# Liste der Naturdenkmale in Hallgarten (Pfalz)
Die Liste der Naturdenkmale in Hallgarten nennt die im Gemeindegebiet von Hallgarten ausgewiesenen Naturdenkmale (Stand 7. März 2024).

## Naturdenkmale
| Nr.         | Bezeichnung       | Lage                          | Beschreibung           | Bild            |
| ----------- | ----------------- | ----------------------------- | ---------------------- | --------------- |
| ND-7133-437 | Eine Rosskastanie | Schulstraße, bei Nr. 25a Lage | Aesculus hippocastanum | Fotos hochladen |